# Nans-sous-Sainte-Anne
Nans-sous-Sainte-Anne è un comune francese di 153 abitanti situato nel dipartimento del Doubs nella regione della Borgogna-Franca Contea.

## Società

### Evoluzione demografica
Abitanti censiti